# 龙呆足贝
龙呆足贝（学名：Blasicrura stolida）又稱块斑宝螺（Cypraea stolida），为宝贝科呆足贝属的动物。分布範圍北起日本，经菲律宾、印度尼西亚至澳大利亚，东自萨莫亚群岛，经所罗门群岛至科科斯群岛、东非沿岸、桑给巴尔、马达加斯加、毛里求斯，也見於台湾岛及中国大陆的海南岛、西沙群岛等地，属于暖海产。牠們多见于潮间带低潮区或稍深的浅海珊瑚礁间或礁石块下面。该物种的模式产地在斯里兰卡。